# Anne Vang
Anne Vang (født 26. oktober 1983) har siden 2024 været rektor på Københavns Professionshøjskole. 
Hun var borgmester for Børne- og Ungeforvaltningen i Københavns Kommune, valgt for Socialdemokraterne, fra november 2009 og indtil august 2013, hvor hun valgte at trække sig fra borgmesterposten for at blive direktør for erhvervsskolen Niels Brocks merkantile uddannelser.
Vang er datter af fhv. rektor Søren Vang Rasmussen og fhv. seminarielektor Marianne Schandorff. Hun er student fra Nørre Gymnasium og blev i 2009 cand.scient.pol. fra Københavns Universitet med speciale i politiske styringsredskaber.
Hun blev valgt første gang til Borgerrepræsentationen i 2005 og umiddelbart efter valget udnævnt til sit partis politiske ordfører. Dermed blev hun overborgmester Ritt Bjerregaards højre hånd og var involveret i de politiske diskussioner om opførelsen af 5.000 billige boliger på Kløvermarken.
Ved kommunalvalget 2009, hvor hun blev genvalgt, var hun opstillet som nr. 2 på den socialdemokratiske liste. Efter konstitueringen blev hun borgmester for Børne- og Ungdomsforvaltningen – en post, hun bestred indtil august 2013. Som borgmester arbejdede hun blandt andet med en demografimodel, der sikrede flere midler til børneområdet i takt med befolkningsudviklingen i København. Hun arbejdede også med sociale normeringer, skolemad på de københavnske folkeskoler og en ændret distriktsstruktur, der gav skoler med en mere blandet befolkningssammensætning.
I perioden 2015-2024 var Anne Vang direktør i Ballerup Kommune med ansvar for børneområdet og kulturområdet. 
Hun er gift og har to børn.